# ادوارد بازل
ادوارد بازل (انگلیسی: Edward Buzzell؛ ۱۳ نوامبر ۱۸۹۵ – ۱۱ ژانویهٔ ۱۹۸۵) یک کارگردان اهل ایالات متحده آمریکا بود. 
از نمونه فیلم هایی که او به عنوان کارگردان ایفای نقش نموده می توان به ترانه مرد لاغر و گریز اشاره نمود.